# Hibakusha
(Kenzaburō Ōe, premio Nobel giapponese della letteratura)

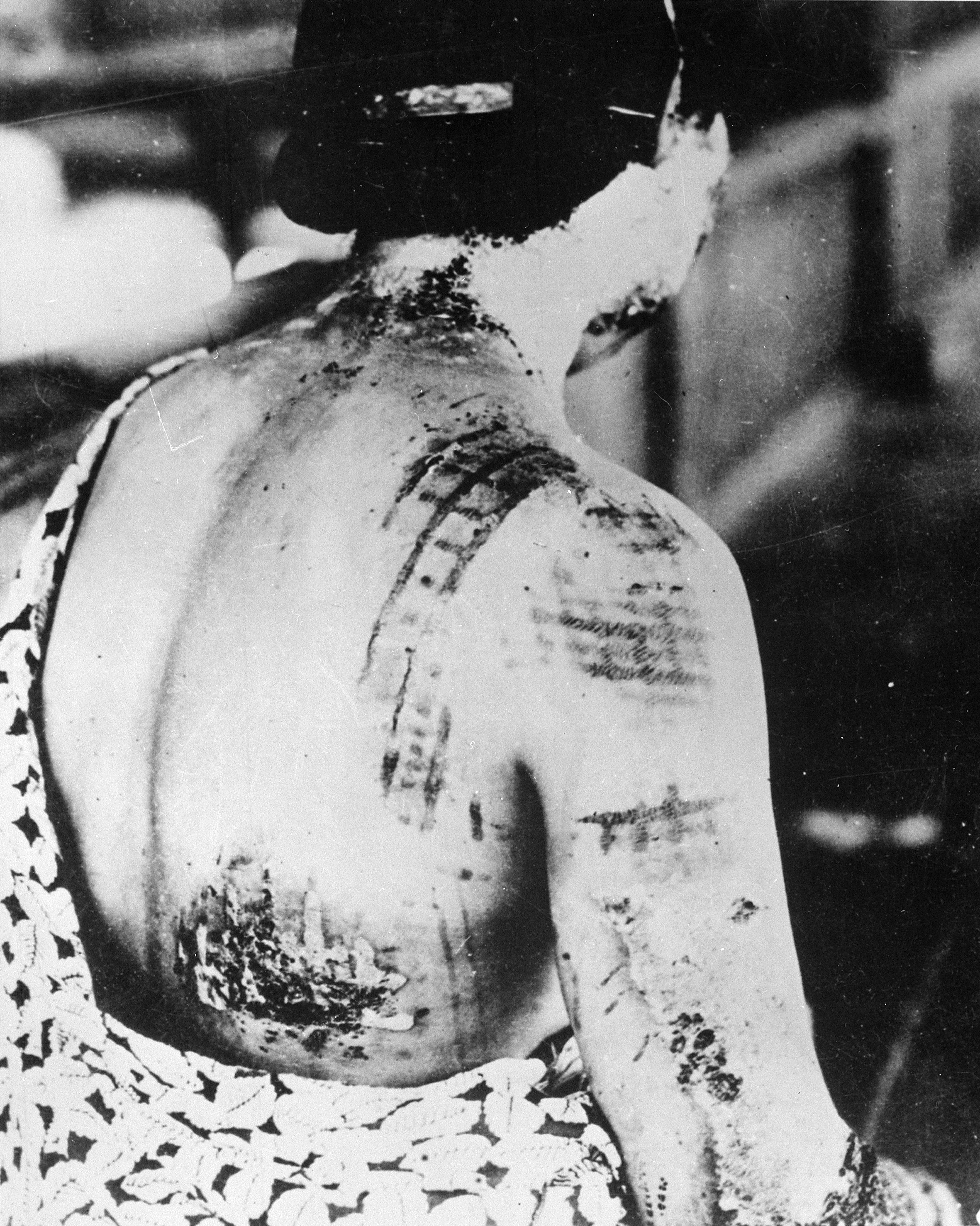
Le ustioni presenti su questa vittima somigliano alle trame del kimono che indossa: le aree più chiare del tessuto hanno riflesso l'intensa luce della bomba, provocando minor danno.

Hibakusha (被爆者?) è il termine giapponese per designare i sopravvissuti al bombardamento atomico di Hiroshima e Nagasaki. Letteralmente il termine significa “coloro che sono stati colpiti dal bombardamento” ed è composto da tre ideogrammi: (hi) riceve/subire, (baku) esplosione, (sha) persona. La scelta di questo termine per indicare coloro che sono scampati al bombardamento e che subirono le radiazioni fu motivata dalla volontà di evitare il termine “sopravvissuto” quale opposto a “deceduto” sia per rispetto nei confronti dei defunti sia per contenere eventuali sensi di colpa da parte di coloro che furono spettatori di morte e persero familiari e amici.

## Riconoscimento ufficiale
La legge per il sostegno alle vittime del bombardamento atomico definisce formalmente hibakusha persone che rientrano in uno o più delle seguenti categorie: 
- coloro che al momento dell’esplosione erano a pochi chilometri dall’epicentro delle bombe;
- coloro che sono stati entro il raggio di due chilometri dall’epicentro entro le due settimane dall’esplosione per operazioni di soccorso;
- coloro che sono stati esposti alle radiazioni dovute al fallout nucleare;
- i nascituri di donne incinte che rientrano nelle categorie precedenti.[1]

Il Governo Giapponese ha riconosciuto lo stato di “hibakusha” a circa 650.000 persone. Alla data del 31 marzo 2017 ne risultano viventi 164.621, la maggior parte dei quali sul territorio giapponese.
Il Governo giapponese ha riconosciuto che circa 1% degli hibakusha in vita ha sviluppato malattie connesse con le radiazioni atomiche subite.
Nel 1957 il Parlamento giapponese approvò una legge che disponeva cure mediche gratuite ai cittadini giapponesi hibakusha. Durante gli anni 70, gli hibakusha di nazionalità non giapponese fecero richiesta per ottenere pari diritto alle cure mediche gratuite e il diritto a risiedere in Giappone per ricevere le medesime cure. 
Solamente nel 1978 la Corte Suprema del Giappone riconobbe loro il diritto alle cure mediche e al soggiorno in Giappone.
Oggi gli Hibakusha hanno diritto ad una agevolazione economica e ricevono un contributo mensile e coloro che hanno sviluppato una malattia connessa con l’esplosione nucleare beneficiano di uno speciale trattamento medico.
Il memoriale della pace di Hiroshima e il parco della pace di Nagasaki espongono le liste con i nomi degli hibakusha deceduti a partire dalle date dei bombardamenti. Le liste vengono aggiornate annualmente in concomitanza dei rispettivi anniversari delle esplosioni. Al 2017, i memoriali registrano i nomi di quasi 485.000 hibakusha, di cui 308.725 a Hiroshima e 175.743 a Nagasaki.

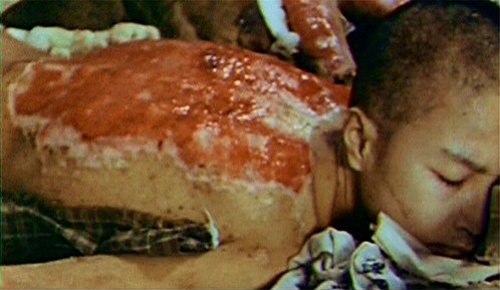
Fotografia del dorso ferito del giovane Sumiteru Taniguchi, ripresa nel gennaio 1946 da un fotografo della Marina Statunitense.

Dal 2022 la città di Hiroshima ha avviato un programma di incontri con il pubblico per aiutare gli hibakusha e i loro familiari a tramandare la memoria di ciò che accadde.
Nel 2024 all'associazione Nihon Hidankyo, fondata dagli hibakusha, è stato assegnato il Premio Nobel per la Pace «per i suoi sforzi a favore di un mondo libero dalle armi nucleari».

## Sopravvissuti coreani
Durante la guerra, il Giappone confinò numerosi prigionieri di origine coreana nei territori di Hiroshima e Nagasaki per lavorare nelle fabbriche. Secondo stime recenti, circa 20.000 coreani furono uccisi a Hiroshima e circa 2.000 a Nagasaki. Si stima che circa un settimo delle vittime di Hiroshima fosse di origine coreana.
Per molto tempo i coreani ebbero difficoltà nell’ottenere il riconoscimento di vittime delle bombe nucleari e furono loro negate le cure mediche gratuite e ancora in anni recenti sono state avanzate istanze legali per il riconoscimento.

## Sopravvissuti nippo-americani
Era pratica comune, precedentemente alla guerra, per i cittadini americani di origine giapponese di recente o prima immigrazione Issei, mandare i propri figli in Giappone per lunghi periodi per studio o per soggiornare presso i parenti. La maggior parte dei giapponesi immigrati negli Stati Uniti era di provenienza dalla Prefettura di Hiroshima, mentre da Nagasaki molti furono gli emigrati alle Hawaii. Era presente quindi sul territorio di Hiroshima e Nagasaki nei giorni dei bombardamenti nucleari un gran numero di bambini e giovani giapponesi di nazionalità americana, ma figli di emigrati, nati in America e quindi di seconda generazione Nisei e anche di terza generazione Kibei. Il numero effettivo dei Nippo-americani vittime dei bombardamenti non è noto, sebbene stime approssimative indichino in 11.000 persone nella sola Hiroshima, di cui 3.000 è noto siano sopravvissute e rientrate negli Stati Uniti al termine della guerra.
Un ulteriore gruppo di hibakusha conteggiati tra i sopravvissuti nippo-americani comprende coloro che arrivarono in America in una successiva ondata di immigrazione negli anni tra il 1950 e il 1960. La maggior parte di costoro era nativa del Giappone ed emigrò negli Stati Uniti alla ricerca di opportunità di lavoro e di studio, che erano scarse nel Giappone del dopo-guerra. Tra questi molte erano le "spose di guerra" o giovani giapponesi che avevano sposato americani impiegati in attività connesse con l’occupazione militare del Giappone.
Al 2014, risultano registrati sul territorio statunitense circa 1.000 hibakusha nippo-americani. Essi ricevono un sussidio dal Governo giapponese e un checkup medico semestrale a cura di medici di Hiroshima e Nagasaki specializzati nelle patologie derivanti dall'esposizione all’azione delle bombe atomiche. Il Governo statunitense non fornisce alcun supporto agli hibakusha nippo-americani.

## Sopravvissuti ai due bombardamenti atomici
I soggetti che hanno sofferto entrambi i bombardamenti atomici sono conosciuti in Giappone con il termine nijū hibakusha. Il documentario Twice Survived: The Doubly Atomic Bombed of Hiroshima and Nagasaki fu realizzato nel 2006. Il regista produttore individuò 165 persone esposte ad entrambi i bombardamenti; il documentario fu proiettato negli Stati Uniti.
Nel marzo del 2009, il Governo giapponese ha ufficialmente riconosciuto Tsutomu Yamaguchi (1916–2010) come hibakusha vittima delle due esplosioni atomiche. Era stato dimostrato che Tsutomu Yamaguchi si trovava a 3 chilometri di distanza dall’epicentro dell’esplosione a Hiroshima, in viaggio di lavoro quando la bomba esplose. Rimase seriamente ustionato sul lato destro e passò la notte a Hiroshima. Ritornò a casa a Nagasaki il giorno 8 agosto, il giorno precedente allo scoppio della seconda bomba atomica sul Giappone, dalla quale fu esposto a radiazione nelle operazioni di ricerca dei familiari. È stato il primo ad essere ufficialmente riconosciuto come sopravvissuto ad entrambe le esplosioni atomiche. Tsutomu Yamaguchi morì nel 2010 all’età di 93 anni per un cancro allo stomaco.

## Discriminazione
Gli hibakusha e i loro figli sono stati e sono tuttora vittime di gravi atteggiamenti di discriminazione, in particolare in caso di assunzione per un posto di lavoro o nella prospettiva di contrarre matrimonio, a causa della paura per le conseguenze delle radiazioni atomiche, che si teme possano determinare malattie ereditarie. 
Ciò nonostante il fatto che nessuna statistica abbia dimostrato un aumento di malformazioni congenite tra i nati in anni recenti dai sopravvissuti ai bombardamenti nucleari di Hiroshima e Nagasaki.
Le donne di Hiroshima e Nagasaki in periodo fertile che furono esposte ad una considerevole quantità di radiazioni hanno partorito bambini con una incidenza di anomalie e malattie genetiche pari alla media delle donne del Giappone.
Il libro inchiesta di Studs Terkel The Good War include due interviste con hibakusha e nella postfazione osserva:
(Studs Terkel (1984), The Good War.)
La Confederazione delle organizzazioni giapponesi delle vittime delle bombe A e H 日本被団協 (Nihon Hidankyō?) è una associazione costituita da hibakusha nel 1956 con l'obbiettivo di fare pressione sul Governo giapponese per migliorare l'aiuto alle vittime e sollecitare il Governo giapponese a promuovere l'abolizione delle armi nucleari.
La stima dei decessi concomitanti alle esplosioni nucleari è di 140.000 persone per la città di Hiroshima (38.9% della popolazione complessiva) e di 70.000 persone per la città di Nagasaki (28% della popolazione). Ma non è mai stato possibile definire il dato preciso dei morti.
La Confederazione ha esaminato 6.882 casi di persone di Hiroshima e 6.621 di Nagasaki, che si trovavano entro il raggio di 2000 metri dall'epicentro, che subirono ferite e ustioni a seguito dell’esplosione e dell’enorme calore sviluppatosi, ma che morirono per le conseguenze della malattia acuta da radiazione (ARS), nei 20-30 giorni successivi alle esplosioni.
Nei rari casi di gravidanze in corso nei giorni delle esplosioni atomiche da parte di donne abbastanza vicine all’area del fallout e che furono esposte a non meno di 0,57 Gy, non fu riscontrata alcuna differenza nelle abilità cognitive del bambino, considerandola quindi una soglia al di sotto della quale non sorgono danni vitali. In circa 50 casi di bambini venuti alla luce a seguito di una gravidanza esposta ad una dose superiore in quanto entro 1000 metri dall'epicentro, è stata rilevata microcefalia. Nel 1987 fu condotta la ricerca statistica Life Span Study a cura della Radiation Effects Research Foundation, tra i cittadini che non patirono la malattia acuta da radiazione ARS, o che comunque ne sopravvissero in dipendenza dalla distanza dall'epicentro; secondo la ricerca su un totale di 79.972 hibakusha considerati, ancora viventi nel periodo 1958-1987 e che parteciparono alla ricerca, sono stati rilevati 507 casi di cancro di varia gravità.
Uno studio epidemiologico condotto dalla medesima fondazione stima che tra il 1950 e il 2000, il 46% dei deceduti per leucemia e l'11% dei casi di cancro di varia gravità possono essere stati causati dalle radiazioni atomiche con una stima di circa 200 decessi per leucemia e 1700 casi accertati di cancro di gravità non dichiarata.

## Salute
- Malattia acuta da radiazione

## Hibakusha celebri
- Vergini di Hiroshima – 25 giovani donne gravemente deturpate dalle ustioni che furono operate negli Stati Uniti nel 1955
- Hubert Schiffer – prete gesuita tedesco operante nella missione di Hiroshima
- Isao Harimoto – giocatore di baseball di origine coreana
- Issey Miyake – disegnatore di moda
- Joe Kieyoomia – americano Navajo, prigioniero di guerra a Nagasaki
- Keiji Nakazawa – autore di manga, tra cui Gen di Hiroshima
- Koko Kondo – attivista per la pace, figlia del reverendo metodista Kiyoshi Tanimoto
- Masaru Kawasaki – direttore d’orchestra e compositore del Canto funebre per la città di Hiroshima, eseguito annualmente nell’anniversario della bomba dal 1975
- Sadako Sasaki – adolescente morta di leucemia nota per il tentativo di realizzare mille gru in origami per curare la propria malattia
- Sumiteru Taniguchi – attivista, ha dedicato la vita al sostegno del disarmo nucleare e membro della Confederazione delle organizzazioni delle vittime delle bombe A e H
- Sunao Tsuboi – insegnante e attivista della Confederazione delle organizzazioni delle vittime delle bombe A e H
- Takashi Nagai – medico e scrittore, autore di Le campane di Nagasaki
- Terumi Tanaka – attivista della Confederazione delle organizzazioni delle vittime delle bombe A e H
- Tsutomu Yamaguchi – la sola persona ufficialmente riconosciuta sopravvissuta alle due bombe atomiche di Hiroshima e Nagasaki.

## Letteratura e documentazione
- Hiroshima il racconto di sei sopravvissuti di John Hersey (1946)
- I bambini di Hiroshima, regia di Kaneto Shindō (1952)
- Il gran sole di Hiroscima (Sadako will leben), romanzo di Karl Bruckner (1961)
- La pioggia nera, romanzo di Masuji Ibuse (1965)
- Gen di Hiroshima serie manga di Keiji Nakazawa (1973)
- Sadako and the Thousand Paper Cranes di Eleanor Coerr, libro per ragazzi non-fiction (1977)
- Mai più Hiroshima documentario di Martin Duckworth (1984)
- Pioggia nera (film) film giapponese del 1989 – regista Shōhei Imamura
- Rapsodia in agosto film giapponese del 1991 – regista di Akira Kurosawa
- Hiroshima (1995) film di Koreyoshi Kurahara
- One Thousand Paper Cranes. The Story of Sadako and the Children's Peace Statue di Takayuki Ishii (1997)
- Hiroshima, regia di Paul Wilmshurst - documentario TV (2005)
- White Light/Black Rain: The Destruction of Hiroshima and Nagasaki (2007) documentario di Steven Okazaki
- Hiroshima: nel paese dei fiori di ciliegio manga (2010) di Fumiyo Kono
- Hibakusha (2012) film di animazione di Steve Nguyen